# 6452 Johneuller
6452 Johneuller este un asteroid din centura principală de asteroizi.

## Descriere
6452 Johneuller este un asteroid din centura principală de asteroizi. A fost descoperit pe 17 aprilie 1991 la Foggy Bottom de Balonek, T. J.. El prezintă o orbită caracterizată de o semiaxă mare de 2,44 ua, o excentricitate de 0,07 și o înclinație de 1,7° în raport cu ecliptica.